# Caloptilia sebastianiella
Caloptilia sebastianiella là một loài bướm đêm thuộc họ Gracillariidae. Nó được tìm thấy ở Hoa Kỳ (Florida).
Ấu trùng ăn Gymnanthes lucida và Sebastiana fruticosa. Chúng ăn lá nơi chúng làm tổ.